# ティーダ2-30
『ティーダ2-30』は、2010年8月に山佐から発売されたパチスロ（5号機）。いわゆる沖スロに該当する。

## 概要
約12年前に発売された『ティーダ-30』の正統機種。30パイ専用機種である。
- ボーナスはBIGとREGの2種類で、ボーナスだけでメダルを増やしていくオーソドックスなゲーム性である。
- ボーナス成立時にはレバーオンかリール起動時にチャンスランプが点滅する完全告知機である。点滅ではなく点灯した場合はBIG確定である。
- 小役とボーナスの重複成立はなく、ボーナス単独当選のみである。
- BIGは312枚、REGは104枚獲得できる。技術介入により獲得枚数を増やすことはできない。
- BIGは「海の彼方」、REGは沖縄民謡の「クーダーガー」が流れる。他に特殊な条件をクリアすることでプレミアム音楽も流れる。

## 前作『ティーダ-30』
前作『ティーダ-30』は1998年に発売された4号機である。山佐初の30パイ専用機である。
- ボーナスはBIGとREGの2種類。ストックなどはなく、純粋にボーナスだけで出玉を増やすゲーム性。BIGの比率が高い。
- 告知は全て先告知で、レバーオンと同時にリールが消灯、告知ランプが点灯しボーナス成立を知らせる。
- ボーナス中は沖縄ミュージックが流れる。